# Avenue François-Collignon
L'avenue François-Collignon est une voie de Toulouse, chef-lieu de la région Occitanie, dans le Midi de la France.

## Situation et accès

### Description
L'avenue François-Collignon est une voie publique. Elle traverse le quartier des Minimes.

### Voies rencontrées
L'avenue François-Collignon rencontre les voies suivantes, dans l'ordre des numéros croissants :
1. Chemin du Raisin (g)
2. Rue Pierre-Cazeneuve (d)
3. Boulevard des Minimes

## Odonymie
La rue est nommée en hommage à François Collignon (1610-1671). Graveur originaire de Nancy, il est l'élève de Jacques Callot. Il voyage dans le Saint-Empire et en Italie : en 1630, il s'installe à Rome comme éditeur et marchand d'estampes. En 1642, il grave et édite une Veüe particulière de Toloze, faisant partie d'un ensemble de Sept vues générales des diverses villes de France.